# La fuerza de creer
La fuerza de creer es una serie de televisión estadounidense que se estrenó el 3 de septiembre de 2017 en Univision. La serie está escrita por Jimena Romero y Adriana Romero. La primera temporada fue producida por W Studios y Lemon Studios ,  mientras que la segunda temporada es producida por Cinemat. La serie cuenta historias con las que se identifica los hispanos que viven en los Estados Unidos y al mismo tiempo ofrece recursos de la campaña de empoderamiento, «Pequeños y Valiosos».

## Reparto
- María de la Fuente as Laura Gómez (temporada 1)[4]
- Jean Paul Leroux como David Ureña (temporada 1)[5]
- Guillermo Quintanilla como Roberto López (temporada 1)[5]
- Raquel Garza como Sol (temporada 1)
- Ilse Ikeda como Clara (temporada 1)
- Raúl Coronado (temporada 1)
- Scarlet Ortiz como Clara Martínez (temporada 2)[6]
- Rene Lavan como Mark Riley (temporada 2)[6]
- Gabriela Rivero como Berenice (temporada 2)[6]
- Daniel Lugo como Rafael (temporada 2)[6]
- Sandra Destenave como Susana (temporada 2)
- Roberto Escobar como Alfredo Domínguez (temporada 2)
- Ana González como Ana (temporada 2)
- Ana Terreno como Camila (temporada 2)

## Episodios

### Temporadas
| Temporada | Temporada | Episodios | Episodios | Emisión original        | Emisión original         |
| Temporada | Temporada | Episodios | Episodios | Primera emisión         | Última emisión           |
| --------- | --------- | --------- | --------- | ----------------------- | ------------------------ |
|           | 1         | 2         | 2         | 3 de septiembre de 2017 | 10 de septiembre de 2017 |
|           | 2         | 5         | 5         | 7 de enero de 2019      | 11 de enero de 2019      |

### Primera temporada (2017)
| N.º en serie | N.º en temp. | Título       | Fecha de emisión original | Audiencia (millones) |
| ------------ | ------------ | ------------ | ------------------------- | -------------------- |
| 1            | 1            | «Capítulo 1» | 3 de septiembre de 2017   | 0.72                 |
| 2            | 2            | «Capítulo 2» | 10 de septiembre de 2017  | 0.80                 |

### Segunda temporada (2019)
| N.º en serie | N.º en temp. | Título       | Fecha de emisión original |
| ------------ | ------------ | ------------ | ------------------------- |
| 3            | 1            | «Capítulo 1» | 7 de enero de 2019        |
| 4            | 2            | «Capítulo 2» | 8 de enero de 2019        |
| 5            | 3            | «Capítulo 3» | 9 de enero de 2019        |
| 6            | 4            | «Capítulo 4» | 10 de enero de 2019       |
| 7            | 5            | «Capítulo 5» | 11 de enero de 2019       |